# كأس العالم للشطرنج 2015
كأس العالم للشطرنج 2015 هو الموسم 8 من  كأس العالم للشطرنج. أقيم خلال الفترة 10 سبتمبر 2015 وحتى 5 أكتوبر 2015، والذي يشرف على تنظيمه الاتحاد الدولي للشطرنج، وفاز فيه سيرغي كارياكن.